# Talarstol

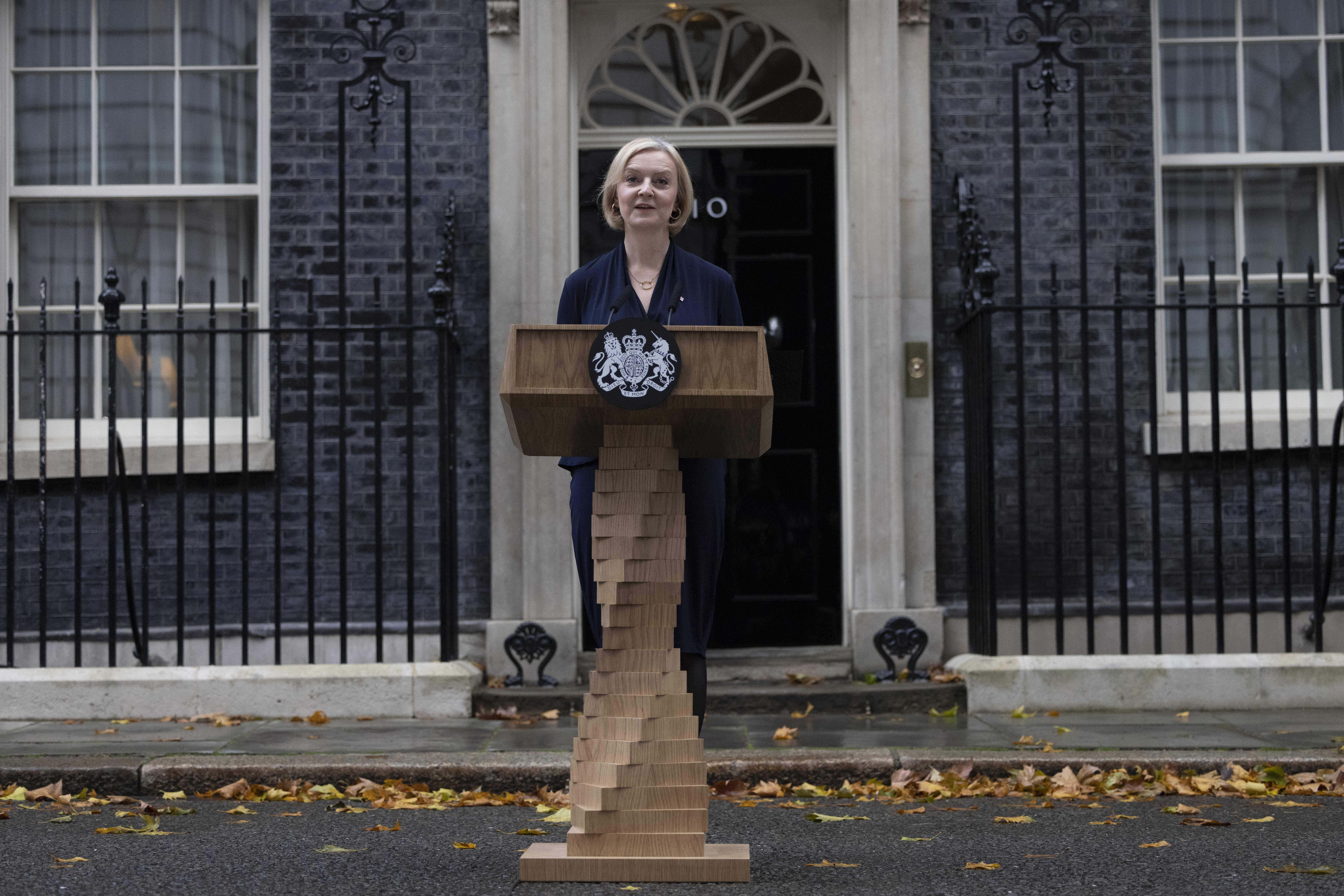
När brittiska premiärministrar tillkännager att de ska avgå är det tradition att det görs utanför 10 Downing Street från en talarstol som ställts ut. Den 25 oktober 2022 var det Liz Truss tur, efter bara 50 dagar i ämbetet.

En talarstol (förr även talartribun) är en pulpetliknande möbel avsedd att tala till ett auditorium ifrån. Den är ofta i midje- eller brösthöjd och talaren står bakom den. Talarstolen har oftast en hylla för talarens manuskript. Den kan även vara försedd med belysning, mikrofoner och/eller en diskret glasteleprompter.
Ordet "talarstol" finns belagt i svensk skrift sedan 1821 och "talartribun" sedan 1836.
Den talarstol varifrån en dirigent leder en orkester kallas pult.